# Афанасий (Савицкий)
Архиепископ Афана́сий Сави́цкий (14 февраля 1956, Москва — 14 февраля 2024, Вологда) — архиерей РПЦЗ(А), архиепископ Вологодский и Великоустюжский (2008—2024).

## Биография
Родился 14 февраля 1956 года в Москве.
В 1979 году окончил Московский текстильный институт, учился на архитектурном факультете Московского института землеустройства.
В 1980 году присоединился к «серафимо-геннадиевской ветви катакомбной церкви», не имевшей апостольского преемства, так как происходила от религиозного мошенника Михаила Поздеева, выдававшего себя за епископа Серафима.
В 1986 году был рукоположен во священника. В 1989 году оставил семью и был пострижен в иночество, а летом того же года, в Закарпатье, в мантию.
В 1990 году иеромонах Афанасий (Савицкий) поддержал раскол епископа Исаакия (Анискина) и присоединился к «Истинно-Православной Катакомбной Церкви» (исаакиевской), где вскоре Исаакием (Анискиным) и Иларионом (Светловым) был рукоположен во епископа.
24 февраля 1991 года принимал участие в работе «Освященного Собора Епископов» «Истинно-Православной Катакомбной Церкви» (исаакиевской) и поставил свою подпись под соборным определением о причислении к лику святых Григория Распутина.
После того, как в 1991 году Архиерейский собор «серафимо-геннадиевской ветви» Российской катакомбной церкви запретил «епископа» Исаакия (Анискина) в служении, епископ Афанасий (Савицкий) решил вернуться к «серафимо-геннадиевцам», куда был принят в сане иеромонаха. По сообщению иеродиакона Ионы (Яшунского), вскоре после своего ухода от «исаакиан» и присоединения к «серафимо-геннадиевцам» бывший «епископ» Афанасий (Савицкий) оставил монашество и вернулся к жене. «Говорят, что теперь он прихожанин патриархии».
К 1993 году Афанасий (Савицкий) снова приступил к церковному служению, предприняв попытку в сане «епископа» присоединиться к «Святой Православной Церкви Северной Америки», однако ему в этом было отказано. В 1997 году от также безуспешно пытался перейти в Русскую православную церковь заграницей.
В очередной раз вернувшись в «серафимо-геннадиевскую» юрисдикцию, Афанасий (Савицкий) был определён на приходское служение в качестве иеромонаха, но спустя время был наделен титулом архимандрита.
12 февраля 2001 года «Освященный Собор Русской Истинной Православной Катакомбной Церкви» удовлетоворил прошение архимандрита Афанасия об увольнении за штат.
Постановлением Собора «серафимо-геннадиевских» «иерархов» от 14/27 июня 2003 года архимандрит Афанасий был снова исключен из состава данной религиозной организации. Принятое в его отношении соборное постановление гласило: «Довести до сведения паствы, что архим. Афанасий (Савицкий) с марта месяца 2003 года не является клириком нашей Церкви. За все совершаемые им деяния Церковь ответственности не несёт».
По прошествии некоторого времени архимандрит Афанасий вновь присоединился к «серафимо-геннадиевцам», а в 2005 года рукоположен во епископа Вологодского (неизвестно кем и где).
3 сентября 2008 года вместе с епископом Иоанном (Зайцевым), священником Александром Липиным и игуменьей Серафимой посетил заседание Временного Высшего Церковного Управления РПЦЗ(А), на котором рассказал о своей экклесиологии, представил документы и выразил желание соединиться к РПЦЗ(А) на правах автономии. 4 сентября ВВЦУ РПЦЗ(А) утвердил «Акт воссоединения епископов Катакомбной Православной Церкви с РПЦЗ» и постановил «принять в лоно РПЦЗ архиеп. Иоанна Зайцева в сане епископа и еп. Афанасия Савицкого с их паствой, предварительно совершив над ними хиротесии» и назначил Афанасию титул «Вологодский и Великоустюжский», определив границы управляемой им епархии Вологодскую область.
7 сентября 2008 года в Свято-Михайловском храме в Одессе состоялось перерукоположение Афанасия (Савицкого) во епископа Вологодского и Великоустюжского, которое совершили Агафангел (Пашковский), Софроний (Мусиенко) и Георгий (Кравченко). При этом данное действие было названо «хиротесией», хотя совершалось в алтаре при возложении рук «епископов» РПЦЗ(Аг) и прочтении молитв на поставление епископа из чина архиерейской хиротонии.
После присоединения к РПЦЗ(А) в подчинённых ему общинах продолжилось почитание в качестве святых Иоанна Грозного и Григория Распутина.
20 мая 2014 года решением Архиерейского собора РПЦЗ(А) включён в состав комиссии по переговорам с русскими истинно-православными юрисдикциями.
21 октября 2014 года решением Архиерейского Синода РПЦЗ(А) была упразднена Суздальская епархия, территория которой (Башкортостан, Мордовия, Удмуртия, Владимирская, Ивановская, Кировская, Костромская, Нижегородская, Оренбургская, Пензенская, Пермская, Самарская, Саратовская и Ярославская области) была присоединена к Вологодской епархии; при этом клирики на этой территории, ранее находившиеся в непосредственном ведении Первоиерарха и временном окомлении архиереев других епархий, переходили в ведение правящего архиерея Вологодской епархии.
Возглавляемая им епархия не имела государственной регистрации, существуя как религиозная группа, православное братство. По словам подчиненного ему клирика Александра Липина: «Регистрация — это поставить крест на всем, что мы делаем. Все предыдущие проверки показали, что мы ничего не нарушаем, — нас это вполне устраивает, мы законопослушные граждане». Сам Афансий и возглавляемые им общины неоднократно подвергались критике в местных СМИ за раскольничество и сектантство, что воспринималось им как клеветническая компания. На май 2014 года в его епархии епархии имелось всего два священника на 6-7 приходов.
27 ноября 2014 года решением чрезвычайного Архиерейского собора РПЦЗ(А) назначен временным управляющим Московской епархией. 29 августа 2020 года решением Архиерейского синода РПЦЗ (А) освобождён от управления Московской епархией.
Решением Архиерейского собора РПЦЗ(А) от 16—18 октября 2023 года награждён саном архиепископа.
7 февраля 2024 года архиепископом Буинским и Волжским Иоанном (Зайцевым) был пострижен в великую схиму с именем Афанасий в честь святителя Афанасия Александрийского.
Скончался 14 февраля 2024 года в Вологде после продолжительной болезни.